# Política de la Unión Europea

Forma de gobierno de los Estados miembros de la UE:
República presidencial
República semipresidencial
República parlamentaria
Monarquía constitucional parlamentaria

La política de la Unión Europea se perfila de manera esencialmente distinta a la propia de otras entidades gubernativas, debido a la naturaleza única de la Unión. Es premisa fundamental para la base histórica, jurídica y política en que se fundamenta dicha entidad. Dado que la Unión no es en caso alguno un Estado soberano, según los parámetros del Derecho internacional o de la filosofía política contemporánea, no pueden tampoco asimilarse los factores que determinan el ejercicio del poder comunitario, ni los mecanismos a través de los cuales este se despliega, ni los vectores en los que se conforma y encauza, ni los agentes que lo detentan o lo aplican. El sistema de gobierno por el que se rige la Unión y que ordena y enmarca el ejercicio legal de sus poderes y competencias es del tipo comunitario, pero sus particularidades y el grado de desarrollo que ha experimentado esta unión política lo hacen especialmente complejo y sofisticado.
El poder comunitario es ejercido por medio de un marco institucional común compuesto por las instituciones, órganos y organismos de la Unión. El Parlamento Europeo y el Consejo ejercen la potestad legislativa, mientras que a la Comisión Europea le corresponde la proposición y aplicación de las leyes, la gestión de las políticas comunes y la ejecución del presupuesto; el Tribunal de Justicia es el intérprete supremo del Derecho comunitario y el garante último de su aplicación por la vía judicial. El Consejo Europeo, con su presidente a la cabeza, desempeñan las funciones de impulso político y moderación institucional que orientan la acción comunitaria en conjunto. Actualmente, el presidente del Consejo Europeo es el político belga Charles Michel, que asumió su mandato el 1 de diciembre de 2019. Mientras que la Comisión actual está presidida por Ursula von der Leyen desde el 1 de noviembre de 2019, en el marco de la IX legislatura.
Uno de los rasgos diferenciadores de la Unión Europea frente a otras organizaciones internacionales es el alto grado de desarrollo e integración de sus instituciones de gobierno. El gobierno de la Unión Europea siempre ha oscilado entre el modelo de conferencia intergubernamental, donde los Estados conservan el conjunto de sus prerrogativas y el modelo supranacional donde una parte de la soberanía de los Estados es delegada a la administración de la Unión. En el primer caso, las decisiones comunitarias entre Estados y deben adoptarse por consenso, mayoría cualificada o unanimidad. Este modelo, cercano al principio de las organizaciones intergubernamentales clásicas, es defendido por la corriente euroescéptica. Según ellos, son los jefes de Estado o de gobierno quienes tienen la legitimidad democrática para representar a los ciudadanos y son entonces las naciones quienes deben controlar las instituciones de la Unión. El segundo caso es el de la corriente eurófila, que estima que las instituciones deben representar directamente a los ciudadanos mediante un modelo de federalismo y elecciones directas. Para ellos, una Unión Europea federal resolvería numerosos problemas relacionados con la soberanía, la legitimación democrática, la división de poderes comunitaria, el reparto de competencias, la fiscalidad y la aspiración a un modelo de bienestar común.
De este modo, el modelo de gobierno de la Unión es un modelo híbrido: por un lado está el Consejo de la Unión Europea, el cual es el representante de los Estados, y en el que las decisiones no requieren unanimidad, y donde los votos de cada estado son ponderados por su peso demográfico; y por otro lado está el Parlamento Europeo, el cual es la única institución europea elegida por sufragio universal y directo, es decir, es la única que representa a los ciudadanos de la Unión. Así, la UE es una comunidad política de Derecho que se gobierna en régimen de democracia representativa y se constituye jurídicamente en organización internacional/supranacional sujeto de Derecho y con personalidad jurídica propia distinta a la de los Estados que la componen. Sus poderes y competencias se encuentran delimitadas en los Tratados que ayudan jurídicamente y que conforman su constitución material, y se ejercen por medio del método comunitario de gestión.
La Unión ha venido desarrollando desde sus orígenes un sistema político y jurídico, el comunitario europeo, que es único en el mundo. Este sistema se conduce por mecanismos y procedimiento de funcionamiento interno que han sido objeto de una evolución histórica, hasta conformar en la actualidad un sistema inédito de gobierno transnacional. Conviviendo e integrando tensiones y elementos supranacionales con otros más próximos al método intergubernamental clásico de relaciones internacionales, la Unión los ha venido incorporando a un entramado jurídico-político fuertemente institucional y estructurado al servicio de una dinámica de integración regional acentuada. La dinámica hacia un federalismo multinacional es acusada en la Unión Europea, pero muy discutida e igualmente contrastada en la práctica por el intergubernamentalismo dominante en ciertas áreas de su política.
De acuerdo con el enunciado del artículo 3.1 del Tratado de la Unión, el marco institucional "tiene como finalidad promover sus valores, perseguir sus objetivos, defender sus intereses, los de sus ciudadanos y los de los estados miembros, así como garantizar la coherencia, eficacia y continuidad de sus políticas y acciones". Es así que en numerosas áreas de actuación, las instituciones comunes tienen capacidad legislativa a nivel continental, pero la Unión no tiene, a diferencia de los estados, un control absoluto sobre, por ejemplo, la política extranjera, los asuntos de la defensa o sobre los impuestos directos. Estas y otras áreas importantes se encuentran aún en gran medida bajo el control de sus Estados miembros, a pesar del creciente grado de coordinación institucionalizada que se lleva a cabo en cada vez más ámbitos y de la expansión de sus políticas. La legislación comunitaria goza de primacía sobre las leyes nacionales y se aplica directamente a los Estados y a los ciudadanos y particulares de Europa. El dominio político efectivo y las competencias atribuidas a la Unión por los Estados son más importantes que en muchas de las confederaciones históricas (así, una sola política monetaria, un mercado interior sin fronteras, un espacio judicial y de seguridad compartido, etc.); sin embargo, dichas competencias son ejercidas por la Unión merced a la atribución o transferencia irrevocable que con ese fin le han dado los Estados a través de los Tratados constitutivos, y no sobre la base de una soberanía propia.

## Marco jurídico

### Competencias
| Exclusivas |
| --- |
| - la Unión Aduanera; - el establecimiento de normas sobre competencia para el mercado interior; - la política monetaria de la eurozona; - la conservación de los recursos biológicos marinos dentro de la Política Pesquera Común; - la Política Comercial Común; - la celebración de acuerdos internacionales (con condiciones). |
| Compartidas |
| - el mercado interior - la política social, en los aspectos definidos por los Tratados - la cohesión económica, social y territorial; - la agricultura y la pesca; - el medio ambiente; - la protección de los consumidores; - el transporte; - las redes transeuropeas; - la energía; - el espacio de libertad, seguridad y justicia; - los asuntos comunes sobre salud pública - la investigación, el desarrollo tecnológico y el espacio - la cooperación al desarrollo y la ayuda humanitaria |
| Competencias de apoyo |
| - la protección y mejora de la salud humana - la industria - la cultura - el turismo - la educación, la formación profesional, la juventud y el deporte - la protección civil - la cooperación administrativa |
| Específicas |
| - la coordinación de las políticas económica, social y de empleo - la Política Exterior y de Seguridad Común |

Con anterioridad a la entrada en vigor del Tratado de Lisboa en 2009, las competencias de la Unión Europea no se encontraban definidas, ni en ocasiones contenidas siquiera, por los Tratados constitutivos, que se limitaban a enunciar los fines y objetivos políticos de las Comunidades y de la Unión Europea y a establecer los cauces institucionales de ejercicio del poder comunitario.
Esta vaguedad competencial se reveló práctica para la integración europea, pues permitió una extensión ambigua y pragmática de las competencias iniciales de las novedosas estructuras jurídicas europeas, fundamentalmente por medio de dos vías: las llamadas “competencias implícitas”, que el Tribunal de Justicia aplicó a su jurisprudencia —que se derivarían de una interpretación no tanto literal cuanto lógica y sistemática de los Tratados—, y la “vía de escape” que ofrecía el propio Tratado de la Comunidad Europea en su artículo XY, que permitía a los Estados atribuir nuevas competencias a la Unión cuando esta transferencia pudiera servir a los objetivos políticos de la Comunidad, enunciados en los Tratados.

### Derecho
El Derecho de la Unión Europea, también denominado derecho comunitario o legislación europea,es el conjunto de normas, principios y leyes vigentes en toda la Unión Europea, que se rigen a través de los Tratados constitutivos(derecho primario), y de los actos legislativos aprobados por las instituciones europeas, que ejercen sus competencias (derecho derivado). El derecho derivado se agrupa en diferentes tipos de legislación:Directivas, Reglamentos, Decisiones, Recomendaciones y Dictámenes, todos ellos publicados en el DOUE. El Derecho de la UE se caracteriza por tratarse de un orden jurídico sui géneris, diferenciado del derecho internacional así como del orden jurídico interno de los Estados, también por su supremacía sobre el derecho o legislación nacional. Su mecánica se engloba bajo una categoría propia denominada sistema comunitario o supranacional. 
Su nombre anterior derivaba de las Comunidades Europeas (CE), creadas en los años cincuenta (Comunidad Europea del Carbón y del Acero, Comunidad Económica Europea y Comunidad Europea de la Energía Atómica). Con el Tratado de la Unión Europea (TUE, más conocido como Tratado de Maastricht), de 1992, estas tres Comunidades quedan englobadas dentro de la Unión Europea. Tras la última reforma del TUE, operada por el Tratado de Lisboa, se sustituye el adjetivo «comunitario» por la perífrasis «de la Unión Europea», ya que la Comunidad Europea desaparece.
No debe confundirse este derecho con el derecho emanado del Consejo de Europa, que es una organización internacional independiente y ajena a la Unión Europea.
El acervo comunitario es el conjunto normativo vigente en la Unión Europea (UE). Comprende las normas originarias contenidas en los tratados fundacionales o en sus modificaciones, la legislación derivada dictada para el desarrollo de los tratados, las declaraciones y resoluciones dictadas por los organismos europeos y también los tratados internacionales suscritos por la UE.
Sin embargo, el acervo comunitario va algo más allá de las normas en sí y engloba también los objetivos políticos de la UE. Así pues, si se tuviera que resumir el acervo, se diría que comprende la experiencia comunitaria de todas las instituciones.

## Marco institucional
El marco institucional de la Unión Europea (UE) se compone de las siete altas instituciones a las que los Estados miembros atribuyen competencias de gobierno para el ejercicio comunitario de parte de sus poderes: Parlamento Europeo, Consejo Europeo, Consejo de la Unión Europea, Comisión Europea, Tribunal de Justicia de la Unión Europea, Banco Central Europeo y Tribunal de Cuentas Europeo. La Unión, en su calidad de comunidad de derecho y de acuerdo con su personalidad jurídica única, se ha dotado desde 1993 de un marco institucional único que funciona en régimen de democracia representativa cuya forma de gobierno es el comunitario. Como cualquier Estado, la UE dispone de un legislativo, un ejecutivo y un poder judicial independientes, todos respaldados y complementados por otros organismos e instituciones (administración comunitaria). Es así que en el funcionamiento y la estructura orgánica de la Unión se distinguen los que de acuerdo con la denominación que les otorgan los Tratados son, por este orden, las instituciones, los órganos y los organismos de la Unión.
Definido por el artículo 13 del Tratado de la Unión Europea, este marco institucional «tiene como finalidad promover sus valores, perseguir sus objetivos, defender sus intereses, los de sus ciudadanos y los de los Estados miembros, así como garantizar la coherencia, eficacia y continuidad de sus políticas y acciones». Su objetivo es que determinadas decisiones y actuaciones institucionales provengan de órganos de carácter supranacional cuya voluntad se aplica en el conjunto de los Estados miembros, que ceden parte de su soberanía a dichas instituciones europeas. Así, el marco institucional de la UE constituye la expresión concreta del principio de la unicidad institucional de esta unión supranacional.
Las normas y procedimientos que las instituciones deben seguir se establecen en los tratados negociados por el Consejo Europeo y en conferencias intergubernamentales y ratificados por los parlamentos nacionales de cada Estado. De esta forma, los documentos que en la actualidad definen la estructura institucional son el Tratado de la Unión Europea (TUE) y el Tratado de Funcionamiento de la Unión Europea (TFUE). Mientras el TFUE recoge básicamente los contenidos de los Tratados de Roma, por los que se creó la entonces Comunidad Económica Europea (CEE) en 1957, el TUE fue firmado en Maastricht en 1992, aunque posteriormente fue modificado —también el TFUE— por el Tratado de Ámsterdam (1997), el Tratado de Niza (2000) y, finalmente, el Tratado de Lisboa (2007), en vigor desde el 1 de diciembre de 2009.
Después del fracaso de la Constitución Europea (firmada en Roma el 20 de octubre de 2004 con la intención de sustituir a todos los anteriores tratados y frustrada por los referendos negativos de 2005), en 2007 se firmó el Tratado de Lisboa que, tras un arduo proceso de ratificación, entró en vigor en 2009. Este tratado modificó nuevamente el TUE, pero también el antiguo Tratado constitutivo de la Comunidad Europea (TCE), que ha pasado a llamarse Tratado sobre el Funcionamiento de la Unión Europea (TFUE).

### Instituciones políticas

Grupos parlamentarios de la x Legislatura:
Partido Popular Europeo
Alianza Progresista de Socialistas y Demócratas
Patriotas por Europa
Conservadores y Reformistas Europeos
Renovar Europa
Los Verdes/Alianza Libre Europea
La Izquierda en el Parlamento Europeo-GUE/NGL
No inscritos
Otros

Parlamento Europeo
El Parlamento Europeo, también conocido como Europarlamento, Eurocámara o Cámara Europea, es la institución parlamentaria que en la Unión Europea representa directamente a los ciudadanos europeos y que junto al Consejo de la Unión ejerce el poder legislativo en sistema bicameral de facto. Como órgano legislativo, se encarga de elegir y controlar al ejecutivo, la Comisión Europea, y de aprobar o rechazar los proyectos de ley que éste le proponga. Descrito como uno de los poderes legislativos más poderosos del mundo, el Parlamento Europeo está compuesto por 720 diputados que representan al segundo mayor electorado democrático del mundo (tras el Parlamento de la India) y el mayor electorado transnacional (más de 400 millones de votantes en 2019).
Siendo la única institución comunitaria elegida directamente por los ciudadanos de la Unión Europea, el Parlamento es considerado la «primera institución» de la Unión Europea; es mencionado en primer lugar en los Tratados y su presidente tiene preferencia protocolaria sobre todas las demás autoridades a nivel europeo.
Comparte con el Consejo el poder legislativo y presupuestario, la aprobación (o rechazo) de los proyectos de ley presentados por la Comisión Europea. La Comisión Europea, la institución que ostenta el poder ejecutivo de la Unión, es responsable de rendir cuentas ante el Parlamento. En concreto, el Parlamento una vez constituida una nueva legislatura, elige por mayoría absoluta al presidente de la Comisión, aprueba (o rechaza) la designación del Colegio de Comisarios, e incluso puede destituirlo como órgano presentando una moción de censura.
Desde la fundación del Parlamento en 1952, sus competencias fueron ampliadas varias veces sobre todo a través del Tratado de Maastricht en 1993 y por el Tratado de Lisboa en 2009. Las elecciones al Parlamento Europeo por sufragio universal, directo y secreto se realizan cada cinco años desde 1979. Históricamente los dos principales grupos del Parlamento (juntos poseen al menos el 50 % del hemiciclo) han sido el Grupo del Partido Popular Europeo, compuesto por el Partido Popular Europeo (PPE), y el Grupo de la Alianza Progresista de Socialistas y Demócratas, compuesto por el Partido de los Socialistas Europeos (PSE).
El presidente del Parlamento Europeo se encarga de la dirección de los órganos y las actividades parlamentarias, presidiendo las deliberaciones y representando al Parlamento Europeo, tanto a nivel comunitario, como en las relaciones exteriores con Estados no comunitarios u organizaciones internacionales. Tiene un papel fundamental en la ordenación de los debates parlamentarios, dando la palabra, velando por el cumplimiento del Reglamento interno, y sometiendo los asuntos a votación, así como proclamando los correspondientes resultados. A nivel formal, su firma tiene especial trascendencia por conceder carácter ejecutivo a los presupuestos aprobados en segunda lectura. Igualmente, su firma, junto con la del presidente del Consejo de la Unión Europea, será indispensable para la correcta aprobación formal de un acto legislativo adoptado mediante el procedimiento legislativo ordinario (antigua codecisión). El presidente forma parte de La Mesa junto a catorce vicepresidentes y cinco cuestores en un órgano colegiado cuyas decisiones se adoptan por mayoría de sus miembros. La Mesa se encarga del gobierno interno del Parlamento, desempeñando multitud de funciones, entre las que cabe destacar la elaboración de las previsiones presupuestarias; la organización administrativa y financiera de la Cámara; y la organización de la Secretaría General, así como el nombramiento del secretario general.
Consejo de la Unión Europea
El Consejo de la Unión Europea, también conocido como Consejo de la Unión o simplemente Consejo, es una de las siete altas instituciones de la Unión Europea, en la que se encuentran representados los Estados de la Unión a través de representantes con rango ministerial, y a la que corresponden, junto con el Parlamento Europeo (sistema bicameral de facto), las funciones legislativa y presupuestaria. Ejerce funciones de definición, coordinación y ejecución de algunas políticas, trabajando mediante sus diez formaciones internas y en el Eurogrupo.
Las funciones del Consejo han evolucionado, al menos formalmente, de más a menos; si en un principio era la principal instancia decisoria de las Comunidades Europeas, hoy en día la evolución institucional de la Unión ha encuadrado y reducido sus funciones. Así, el Parlamento Europeo se ha venido revelando desde la entrada en vigor del Tratado de Maastricht como un actor de creciente importancia política como institución de control de las demás instituciones, órganos y organismos comunitarios y, sobre todo, como colegislador en igualdad de condiciones con el Consejo. Asimismo, la oficialización del Consejo Europeo, como órgano diferenciado del Consejo, que impuso el Tratado de Lisboa, han mermado formalmente sus funciones y poderes constitucionales en pro de aquel.
El Parlamento Europeo y el Consejo ejercen los poderes legislativos de la Unión Europea, en las condiciones y dentro de las competencias señaladas para esta en los Tratados. Sin la aprobación de uno y otro (en ocasiones, de uno u otro) las «leyes europeas» (estrictamente, los reglamentos, las directivas y otras decisiones de naturaleza legislativa) no pueden ser adoptadas válidamente. La mayoría de los actos legislativos de la Unión deben ser propuestos por la Comisión y aprobados por el Parlamento y el Consejo, de acuerdo con el procedimiento legislativo ordinario; pero no siempre es así, los Tratados establecen excepciones, actos legislativos cuya adopción se siguen procedimientos especiales. Estos últimos procedimientos suelen establecerse en beneficio del Consejo, y por tanto en perjuicio del Parlamento. El Consejo es, pues, un órgano colegislador con ciertas funciones políticas suplementarias. En ambos casos se pronuncia a iniciativa de la Comisión Europea, en la mecánica de lo que suele conocerse como «triángulo institucional» (Comisión, Consejo y Parlamento).
Consejo Europeo
El Consejo Europeo es una de las siete altas instituciones de la Unión Europea. Está integrada por los veintisiete jefes de Estado o de Gobierno de los Estados miembros, el presidente de la Comisión Europea, y el presidente del Consejo Europeo, que es quien preside las reuniones. En sus reuniones y trabajos también participa el alto representante de la Unión para Asuntos Exteriores y Política de Seguridad, aun no siendo miembro de pleno derecho. Su composición y la lógica de su funcionamiento lo convierten en un órgano de naturaleza predominantemente intergubernamental. Sus funciones son de orientación política y de jefatura de Estado colectiva simbólica, fijando las grandes directrices y objetivos de la Unión en los ámbitos más relevantes; la potestad legislativa le está expresamente vetada por los Tratados, esta potestad es de la Comisión Europea (iniciativa) y del Parlamento Europeo junto al Consejo de la Unión (aprobación o rechazo).
Sus reuniones, de carácter ordinariamente trimestral, se designan comúnmente como «cumbres europeas» o «reuniones en la cumbre» debido a la importancia de sus asistentes, pero desde la entrada en vigor del Tratado de Lisboa, el 1 de diciembre de 2009, el Consejo Europeo es una institución constitucional comunitaria de pleno Derecho y como tal debe actuar, al servicio del acuerdo e integración de los intereses nacionales con los comunitarios.
El edificio Europa de Bruselas, conocido popularmente como «El Huevo», es el centro de operaciones del Consejo Europeo y, entre otras funciones, sirve como claustro para las reuniones ministeriales y albergará también las oficinas de la presidencia de la institución. En la misma ciudad, el Consejo cuenta con oficinas en el edificio Justus Lipsius, sede también del Consejo de la Unión Europea.
Comisión Europea
La Comisión Europea (CE), conocida también como «Ejecutivo comunitario», es una de las siete altas instituciones de la Unión Europea, la cual ostenta el poder ejecutivo y la iniciativa legislativa. Se encarga de elaborar y proponer legislación, tomar decisiones ejecutivas y dirigir la administración comunitaria. Opera de manera independiente a los gobiernos nacionales y representa y defiende los intereses de la Unión. Tiene su sede en la ciudad de Bruselas, Bélgica. La Comisión Von der Leyen II es el actual Colegio de Comisarios y lo preside la popular alemana Ursula von der Leyen.
Actúa de facto como un «Gobierno de Europa/de la Unión», y se compone de veintisiete miembros llamados comisarios, que a su vez ostentan cada uno una cartera. Hay un miembro por cada Estado miembro, pero los miembros están obligados a representar los intereses de la UE, no los nacionales. El líder de la institución es el presidente de la Comisión, que es elegido por el Parlamento Europeo por mayoría absoluta de un candidato propuesto por el Consejo Europeo, en función de los resultados de las elecciones europeas. Los otros veintiséis miembros de la Comisión son elegidos por el presidente electo, a partir de propuestas de cada uno de los Estados. Cada comisario elegido y propuesto por el presidente electo, deberá pasar por una comisión jurídica del Parlamento. El presidente electo envía una propuesta final de formación de Colegio de Comisarios al Parlamento Europeo, donde el conjunto se somete a una última votación. 
La Comisión, en su misión de defender el interés común y general de la Unión, se encarga del pleno respeto a los Tratados por parte de todas las administraciones públicas (nacionales o comunitaria) y garantiza la correcta aplicación de la legislación derivada en todo el territorio de la Unión junto al Tribunal de Justicia.  
El término «Comisión» puede designar dos realidades no estrictamente idénticas. Así, puede hacer referencia, por una parte, al conjunto de miembros que la componen en sentido estricto, y que, constituidos en un Colegio de Comisarios, son los depositarios formales de sus poderes; por otra, al conjunto administrativo que los asiste, y que engloba a una oficina ejecutiva compuesta por más de 38 000 funcionarios. Este artículo empleará, preferentemente, el término en el primer sentido institucional apuntado, sin perjuicio de referir la actividad de la administración que dirige y en que se sostiene.

### Instituciones sin fines políticos
Además, de las ya mencionadas, el marco institucional de la Unión Europea cuenta con otras tres instituciones no políticas:
- El Tribunal de Justicia de la Unión Europea (TJUE) es una institución de la Unión Europea que cumple la función de órgano de control del Derecho comunitario europeo, y que se caracteriza por su naturaleza judicial y supranacional. Las sentencias del TJUE tienen carácter vinculante en los Estados miembros. Como ya se expuso en prontas sentencias (casos Costa vs. ENEL y Simmenthal)[56][57] el Tribunal de Justicia de la Unión Europea es el garante de un ordenamiento jurídico propio que se ve asistido y aplicado también por los sistemas jurídicos nacionales.[58]
- El Tribunal de Cuentas es el órgano fiscalizador de la Unión Europea. Supervisa la correcta administración de los fondos europeos, tanto en el nivel de sus Instituciones, órganos y organismos, como en el de los Estados miembros, cuando son estos los que los gestionan.[59]
- El Banco Central Europeo (BCE) es el banco central de la moneda única europea, el euro, y constituye el principal eje del Eurosistema. El BCE es parte integrante del Sistema Europeo de Bancos Centrales y está sometido a las disposiciones del Tratado de la Comunidad Europea y a sus Estatutos.[60]

## Estados miembros de la Unión
| Comparación de los sistemas de voto ponderado del Consejo | Comparación de los sistemas de voto ponderado del Consejo | Comparación de los sistemas de voto ponderado del Consejo | Comparación de los sistemas de voto ponderado del Consejo | Comparación de los sistemas de voto ponderado del Consejo |
| --------------------------------------------------------- | --------------------------------------------------------- | --------------------------------------------------------- | --------------------------------------------------------- | --------------------------------------------------------- |
| Población en millones (2009)                              |                                                           |                                                           |                                                           |                                                           |
| Estado                                                    | Tratado de Lisboa (población)                             | Tratado de Lisboa (población)                             | Tratado de Niza (voto fijo)                               | Tratado de Niza (voto fijo)                               |
| Alemania                                                  | 82                                                        | 16.5 %                                                    | 29                                                        | 8.4 %                                                     |
| Francia                                                   | 64                                                        | 12.9 %                                                    | 29                                                        | 8.4 %                                                     |
| Reino Unido                                               | 62                                                        | 12.4 %                                                    | 29                                                        | 8.4 %                                                     |
| Italia                                                    | 60                                                        | 12.0 %                                                    | 29                                                        | 8.4 %                                                     |
| España                                                    | 45                                                        | 9.0 %                                                     | 27                                                        | 7.8 %                                                     |
| Polonia                                                   | 38                                                        | 7.6 %                                                     | 27                                                        | 7.8 %                                                     |
| Rumanía                                                   | 21                                                        | 4.3 %                                                     | 14                                                        | 4.1 %                                                     |
| Países Bajos                                              | 17                                                        | 3.3 %                                                     | 13                                                        | 3.8 %                                                     |
| Grecia                                                    | 11                                                        | 2.2 %                                                     | 12                                                        | 3.5 %                                                     |
| Portugal                                                  | 11                                                        | 2.1 %                                                     | 12                                                        | 3.5 %                                                     |
| Bélgica                                                   | 11                                                        | 2.1 %                                                     | 12                                                        | 3.5 %                                                     |
| Rep. Checa                                                | 10                                                        | 2.1 %                                                     | 12                                                        | 3.5 %                                                     |
| Hungría                                                   | 10                                                        | 2.0 %                                                     | 12                                                        | 3.5 %                                                     |
| Suecia                                                    | 9.2                                                       | 1.9 %                                                     | 10                                                        | 2.9 %                                                     |
| Austria                                                   | 8.3                                                       | 1.7 %                                                     | 10                                                        | 2.9 %                                                     |
| Bulgaria                                                  | 7.6                                                       | 1.5 %                                                     | 10                                                        | 2.9 %                                                     |
| Dinamarca                                                 | 5.5                                                       | 1.1 %                                                     | 7                                                         | 2.0 %                                                     |
| Eslovaquia                                                | 5.4                                                       | 1.1 %                                                     | 7                                                         | 2.0 %                                                     |
| Finlandia                                                 | 5.3                                                       | 1.1 %                                                     | 7                                                         | 2.0 %                                                     |
| Irlanda                                                   | 4.5                                                       | 0.9 %                                                     | 7                                                         | 2.0 %                                                     |
| Lituania                                                  | 3.3                                                       | 0.7 %                                                     | 7                                                         | 2.0 %                                                     |
| Letonia                                                   | 2.2                                                       | 0.5 %                                                     | 4                                                         | 1.2 %                                                     |
| Eslovenia                                                 | 2.0                                                       | 0.4 %                                                     | 4                                                         | 1.2 %                                                     |
| Estonia                                                   | 1.3                                                       | 0.3 %                                                     | 4                                                         | 1.2 %                                                     |
| Chipre                                                    | 0.87                                                      | 0.2 %                                                     | 4                                                         | 1.2 %                                                     |
| Luxemburgo                                                | 0.49                                                      | 0.1 %                                                     | 4                                                         | 1.2 %                                                     |
| Malta                                                     | 0.41                                                      | 0.1 %                                                     | 3                                                         | 0.9 %                                                     |
| Total UE                                                  | 498                                                       | 100 %                                                     | 345                                                       | 100 %                                                     |

Los Estados miembros de la Unión Europea, conocidos por los medios como los Ventisiete, son los Estados soberanos que forman dicha organización. Su número ha aumentado desde los seis Estados fundadores a los veintisiete que actualmente integran la Unión: Alemania, Austria, Bélgica, Bulgaria, Chipre, Croacia, Dinamarca, Eslovaquia, Eslovenia, España, Estonia, Finlandia, Francia, Grecia, Hungría, Irlanda, Italia, Letonia, Lituania, Luxemburgo, Malta, Países Bajos, Polonia, Portugal, República Checa, Rumania y Suecia. Este incremento se debe a que la Unión ha experimentado sucesivas ampliaciones que han extendido sus fronteras hasta abarcar en la actualidad la mayor parte del territorio continental.
Todos los Estados miembros son partes de los Tratados constitutivos, que son el Tratado de la Unión Europea (TUE) y el Tratado de Funcionamiento de la Unión Europea (TFUE). Sin embargo, estos países difieren entre sí en su historia, cultura, población, geografía, modelo político y territorial de gobierno, e incluso forma de Estado (veintiún repúblicas y seis monarquías), aunque a lo largo de la historia de la Unión Europea han demostrado estar vinculados entre sí por el compromiso político, económico, jurídico, social y cultural que deriva del proceso de integración europea, asumido por todos más recientemente en el marco de los Tratados constitutivos.
Puede formar parte de la Unión cualquier país europeo que cumpla los criterios de Copenhague que establecen la obligatoriedad de que el Estado posea un gobierno democrático y una economía mixta de libre mercado, además de reconocer los derechos y libertades de los ciudadanos, entre otros requisitos. Ahora bien, la bandera de la Unión Europea (círculo de doce estrellas amarillas sobre fondo azul) fue adoptada por la entonces Comunidad Económica Europea en 1985, y su número de estrellas ha sido y será invariablemente doce, es decir, no tiene relación con el número de Estados de la Unión.

## Legislación
El procedimiento legislativo en la Unión Europea es el conjunto de previsiones y técnicas ordenadas a la elaboración o modificación de leyes del Derecho comunitario, que es autónomo y diferenciado del Derecho internacional, así como de la mecánica legislativa interna de los Estados miembros de la Unión Estas normas con rango de ley, así como las que regulan o precisan los medios de participación de las instituciones de la Unión en las mismas, conforman un sistema procedimental de adopción de decisiones con una finalidad legisladora. En función de la regular participación en el mismo de las instituciones involucradas, y de acuerdo con la terminología de los Tratados, el procedimiento legislativo puede ser ordinario (PLo) o especial (PLe).
Las normas legales emanadas de estos procedimientos, o leyes europeas, complementadas por las disposiciones ejecutivas o reglamentarias adoptadas por los órganos administrativos comunitarios competentes, más el Derecho originario contenido en los Tratados (el de la Unión Europea, TUE, y el de Funcionamiento de la Unión, TFUE, principalmente), conforman globalmente el Derecho de la Unión o Derecho comunitario. Estas normas europeas con rango de ley pueden adoptar tres formas: Reglamento, Directiva o Decisión.
La elaboración de la legislación comunitaria reposa sobre el Consejo y el Parlamento, representantes respectivos del principio territorial y del principio poblacional. La Comisión, de naturaleza asimilable al concepto tradicional de poder ejecutivo, ostenta el cuasimonopolio de la iniciativa, cerrando así el conocido triángulo institucional europeo (Comisión-Consejo-Parlamento). Sin embargo, esa exclusividad en la iniciativa legislativa se flexibiliza al permitirse que el Parlamento Europeo, por mayoría, solicite a la Comisión que presente la correspondiente propuesta; solicitud que en caso de ser denegada, habrá de acompañarse de la correspondiente motivación por parte de la Comisión.
La Unión Europea es una comunidad de Derecho con personalidad jurídica internacional y es la única organización internacional con atribuciones legislativas. La fuerza de ley que revisten algunos de sus actos (los actos legislativos) vincula tanto a las instituciones de la Unión como a los propios Estados miembros. Para adoptar medidas legislativas son necesarias determinadas pautas que componen el procedimiento legislativo en la Unión. Dicho procedimiento puede ser ordinario o especial (en realidad especiales, pues cada procedimiento especial es distinto al resto).
El procedimiento legislativo ordinario, se aplica a casi todas las áreas políticas de la UE. En el marco del procedimiento, la Comisión Europea presenta sus propuestas al Parlamento Europeo y al Consejo de la Unión. A continuación, envía las modificaciones al Consejo, que puede adoptar el texto con las modificaciones o devolverlo. Esa propuesta puede ser aprobada o nuevas modificaciones pueden ser presentadas por el Parlamento. Si el Consejo no la aprueba, entonces un "comité de conciliación" se forma. El Comité está integrado por los miembros del Consejo y un número igual de eurodiputados que tratan de acordar una posición común. Una vez que se llega a un acuerdo, la posición tiene que ser aprobada nuevamente por el Parlamento por mayoría absoluta. Hay otros procedimientos especiales utilizados en las sectores sensibles que por lo general reducen el poder del Parlamento.

## Aplicación del derecho de la Unión Europea
La aplicación del derecho de la Unión Europea consiste en la realización concreta y el uso del conjunto de facultades que en derecho corresponden a las instituciones de la Unión y/o a sus Estados miembros ordenadas a promover y garantizar la plena eficacia material, y en su caso de complemento formal, de las normas jurídicas (leyes) emanadas del poder legislativo, esto es, del Parlamento Europeo y del Consejo.
La legislación emanada del poder comunitario obliga, con efectos distintos según el tipo de norma, tanto a autoridades como a particulares. La supervisión y garantía del derecho de la Unión están encomendadas a diversas autoridades pertenecientes a los distintos niveles de gobierno que operan en la Unión (el comunitario y los internos, nacional y local). Estas autoridades, que con frecuencia varían en su denominación y en su regulación específica pues se incardinan en las distintas estructuras jurídico-políticas nacionales, garantizan el cumplimiento del derecho comunitario de acuerdo con sus propias competencias en su calidad de poderes públicos, sea cual sea el nivel de gobernanza en que se ubiquen. En lógica consecuencia, estas instituciones operan sus funciones en los límites y de acuerdo con los mecanismos de alguna las ramas ejecutiva o la judicial que tradicionalmente conforman el ejercicio del poder. La legislativa obviamente no participa de la aplicación de las leyes propiamente dicha, sino que las crea y, en su caso, prevé los mecanismos de sanción que habrán de aplicarse posteriormente en los brazos ejecutivo-administrativo y judicial. 

## Actividad judicial
Tribunal de Justicia de la UE
En la institución conviven dos órganos necesarios: el Tribunal de Justicia (TJ) y un Tribunal General (TG), creado en 1988. El Tratado de Lisboa permite también la creación de los llamados Tribunales especializados, que conocen en primera o única instancia de materias concretas. En ese sentido, existió un Tribunal de la Función Pública, creado en 2005, que operó hasta 2016, momento en que sus competencias revirtieron al Tribunal General.
Las sentencias del TJ y del TG tienen carácter vinculante en los Estados, y priman sobre las sentencias nacionales, ya que el Derecho de la UE tiene primacía sobre el Derecho nacional. Como ya se expuso en prontas sentencias (Caso Costa contra ENEL): el Tribunal de Justicia de la UE es el garante de un ordenamiento jurídico propio que se ve asistido y aplicado también por los sistemas jurídicos nacionales. Sin embargo, el TJ ha enunciado el principio de que los Tratados de la Unión no deben interpretarse rígidamente, sino que deben ser considerardos teniendo en cuenta el estado de integración y los objetivos establecidos por los propios Tratados. Este principio permite a la Unión legislar en ámbitos que no son objeto de disposiciones concretas en los Tratados.

## Relaciones exteriores
Las relaciones internacionales de la Unión Europea son las relaciones que tiene dicha organización con otros países u organizaciones internacionales, tanto en el campo político, como en los campos económico, comercial, militar, jurídico, geopolítico y geoestratégico. En su acción internacional la Unión desarrolla un conjunto de políticas, instrumentos y capacidades con los que proyecta su poder e influencia en el mundo. La acción exterior comprende diversas políticas interconectadas pero autónomas, elaboradas tanto por el departamento de Asuntos Exteriores de la Comisión como por el Consejo de Asuntos Exteriores, cuyo funcionamiento se estructura en torno a la Política Exterior y de Seguridad Común (PESC), de diseño principalmente intergubernamental, de dicha PESC deriva la Política Común de Seguridad y Defensa (PCSD), centrada en el ámbito militar y de inteligencia.
De acuerdo con los Tratados, la acción exterior de la Unión (y por lo tanto todas sus relaciones internacionales y, en general, la entera dimensión exterior de sus actividades) se fundamenta y se construye desde el respeto a los principios y ordenada a los objetivos constitucionales contenidos en los artículos 21 y 22 del Tratado de la Unión.
En el diseño, desarrollo y aplicación de la acción exterior de la Unión en su conjunto, que se articulan desde el marco institucional único de la misma, intervienen, con distinto grado de participación, todas las instituciones comunitarias, si bien es preciso adelantar que, de acuerdo con la base jurídica en torno a la cual se articule cada actividad, resalta la preponderancia de dos de ellas, al menos en su fase ejecutiva: el Consejo, para lo relativo a la política exterior y de seguridad común, y la Comisión, para todos los demás ámbitos de la acción exterior. Existen además una institución, el Consejo Europeo, y dos órganos, el Alto Representante de la Unión para Asuntos Exteriores y Política de Seguridad (AR) y el Servicio Europeo de Acción Exterior (SEAE), implicados en la definición y orientación, y además, en el caso del AR y el SEAE, en el desarrollo y la ejecución de la acción exterior de la Unión. El Parlamento Europeo se halla asociado en todo momento a la acción exterior en su conjunto, si bien en la política exterior y de seguridad común su posición no es vinculante.
Desde sus inicios en los años 1950, la UE ha ganado progresivamente influencia en la escena internacional. Su ámbito de acciones se limitaba al comienzo a la esfera económica, pero tras las sucesivas ampliaciones y tratados que modificaron la naturaleza de la unión, fue adquiriendo un peso mayor en la diplomacia y en las relaciones internacionales en general. Esta condición se ha visto incrementada tras el Tratado de Maastricht, que constituyó a la Unión Europea como tal, oficializando su vocación de unidad política.
Paulatinamente la Unión ha unificado la postura del bloque en la política internacional. La UE celebra cumbres periódicas bilaterales con Japón, Rusia, la República Popular China, India, Estados Unidos y Canadá. También sostiene diálogos regionales con los países de Asia, Oriente Medio, el Mediterráneo y Latinoamérica, también mantiene intensas relaciones con los países candidatos a la adhesión como Turquía. Además en los últimos años la UE, a través de la Comisión Europea, ha ganado mayor representación en organismos como el G7 o el G20, a través del Alto Representante, aunque los Estados miembros se representan en la Organización Mundial del Comercio a través de su comisario comercial. Adicionalmente puede hablarse de un eje central en la política exterior de la Unión, el llamado "Eje franco-alemán", conformado hace más de cincuenta años y al que adhieren periódicamente unos y otros países europeos.
Además, la Unión Europea también cuenta con una política de vecindad, la cual persigue que la UE no sea un ente ajeno a su entorno ni desvinculado de sus vecinos. Con estas políticas se busca intensificar las relaciones bilaterales con algunas antiguas repúblicas soviéticas así como los estados de la cuenca sur del Mediterráneo. Dentro de este contexto, se está desarrollando un gran proyecto, el Proceso de Barcelona: Unión para el Mediterráneo, enfocado a largo plazo a buscar una relación de acercamiento entre la UE y la Liga Árabe. En relación con los vecinos del este, existe otra iniciativa, la Asociación Oriental, llevada a cabo entre el bloque comunitario y las antiguas repúblicas soviéticas.
Por otra parte, la defensa y la seguridad son tradicionalmente materias de soberanía nacional, aunque la política de la Unión Europea en esta área fue establecida como el segundo de los tres pilares de la Unión en el Tratado de Maastricht de 1992, aunque no fue hasta el Tratado de Ámsterdam (1997) cuando se definieron los objetivos de la Política Exterior y de Seguridad Común (PESC). En este sentido, durante la cumbre de Helsinki de diciembre de 1999, el Consejo Europeo aprobó la creación de nuevos órganos políticos y militares permanentes, como el Estado Mayor de la Unión Europea (EMUE). El EMUE es un departamento de la Unión Europea, responsable de supervisar las operaciones en el ámbito de la Seguridad Común y Política de Defensa. Este departamento depende directamente del gabinete del Alto Representante de la Unión para Asuntos Exteriores y Política de Seguridad, actualmente Josep Borrell, y se ocupa de la alerta temprana, la evaluación de la situación y el planeamiento estratégico de las misiones Petersberg (misiones humanitarias, mantenimiento de la paz, gestión de crisis) y de todas las operaciones dirigidas por la UE. Formalmente, el EMUE, forma parte de la Secretaría General del Consejo de la Unión Europea, y ha dirigido una serie de despliegues militares desde su creación.
El potente impulso que el Tratado de Lisboa ha supuesto en el ámbito institucional para la política común de seguridad y defensa, parece apuntar, con el fuerte impulso de un núcleo duro de países encabezados por Francia, Italia, España, Polonia y Alemania, a un relanzamiento significativo de la política común de seguridad y defensa. Si uno de los Estados miembros de la Unión Europea es atacado, los demás están obligados a protegerlo con cada segundo de la cláusula de defensa mutua contenida en el artículo 42, punto 7, del Tratado de Lisboa.

## Fragmentación política
A comienzos de 2024, en el Consejo Europeo no participaba ninguno de los 27 miembros (sin contar al Reino Unido) que había a comienzos de 2017. Entre febrero de 2020 y diciembre de 2023, cambiaron 22 de los 27 líderes que forman dicha institución. Este relevo continuo en los gobiernos nacionales ha ocasionado que la posición de esos países en los debates comunitarios pierda claridad. Y es que, en su conjunto, los gobiernos no solo suelen durar menos tiempo que en décadas anteriores sino que, también, requieren un número mayor de partidos para sumar la mayorías parlamentarias. Por ejemplo, en 2021, Alemania formó su primer Gobierno tripartito (Gobierno Scholz) desde los años 1950 y España ha estado gobernada, a partir de 2020, por su primera coalición desde la transición democrática.
En las elecciones al Parlamento Europeo de 2019, las dos principales “familias políticas”, Partido Popular Europeo (PPE) y Partido de los Socialistas Europeos (PSE) por primera vez en la historia recibieron menos del 50 % de votos. Por ello tuvieron que contar con los votos del tercer grupo político, Renovar Europa, para alcanzar la mayoría de escaños necesaria al nombramiento de la Comisión Von der Leyen. Por su parte, los euroescépticos sumaron suficientes escaños para formar el tercer grupo más númeroso de la Cámara, pero esas fuerzas no lograron agruparse en torno a un proyecto y un liderazgo común ya que también sufrieron en fenómeno de disgregación. Así mismo, la irrupción del euroescepticismo fuerte —que hizo posible el referéndum del Brexit en 2016— eventualmente ha facilitado que los partidos políticos “tradicionales” cierren filas en torno al proyecto de integración europea.
La fragmentación política de los ejecutivos nacionales ha repercutido en el funcionamiento de la UE haciendo que las instituciones comunitarias carezcan a menudo de interlocutores estables. No obstante, si bien los continuos vaivenes pueden lastrar la dinámica de trabajo en las iniciativas comunitarias, ni la supuesta inestabilidad ni la fragmentación impidieron una respuesta comunitaria a la pandemia de COVID-19 iniciada nada más comenzar la legislatura 2019-2024.

## Elecciones y participación
Las elecciones europeas, son los comicios legislativos en el que los ciudadanos de la Unión eligen a los diputados al Parlamento Europeo, la institución que junto al Consejo, ostenta el poder legislativo de la Unión Europea. Tiene una importante relevancia ya que el Parlamento legisla sobre cuestiones que afectan directamente a la vida cotidiana de los ciudadanos europeos, como la educación, el empleo, la sanidad, el emprendimiento, la seguridad, la migración, las políticas sociales, el medio ambiente, los derechos de los consumidores, la economía, la industria, el Estado de derecho y muchos más.  Además, tras los comicios, el Parlamento, con los nuevos grupos parlamentarios, se constituye en nueva legislatura y se elige por mayoría absoluta al presidente de la Comisión Europea y su Colegio de Comisarios, propuestos por el Consejo Europeo.
Desde sus inicios, el espíritu mismo de los Tratados fundacionales, y con posterioridad la jurisprudencia del Tribunal de Justicia de la Unión Europea, asentaron la vocación democrática del fundamento moral y jurídico de la construcción europea, que además de una unión de Estados constituye una unión de los pueblos de Europa y de sus ciudadanos. Sin embargo la consecución de esos objetivos democráticos en el proceso de integración europea ha sido arduo, pues si bien existió siempre algún tipo de representación popular a nivel continental, su designación era por lo general indirecta, y sus poderes escasos cuando no testimoniales. Así ocurría por ejemplo con la Asamblea parlamentaria de las Comunidades Europeas, luego Parlamento Europeo. Hasta 1979 no se cumplieron las previsiones de los Tratados para instaurar la elección directa de los miembros del Parlamento por los ciudadanos de los Estados miembros.
Por otra parte, si bien casi todos los tratados modificativos han tendido a conceder mayores facultades (decisorias o de control) al Parlamento Europeo, lo cierto es que hasta el Tratado de Maastricht no empezó a contemplarse al Parlamento con la seriedad de una institución comunitaria plena. Posteriormente, los Tratados de Ámsterdam y de Niza incrementaron considerablemente sus potestades, especialmente en el ámbito legislativo y en sus funciones de control sobre la Comisión; pero fue el Tratado de Lisboa, en vigor desde 2009, el que ha hecho del Parlamento una auténtica cámara legislativa, en igualdad de condiciones con el Consejo, y para la gran mayoría de los ámbitos políticos de competencia de la Unión. Hoy en día el procedimiento legislativo ordinario contempla la intervención del Parlamento y del Consejo como el método principal de ejercicio del poder legislativo comunitario, de manera conjunta.
Así pues, desde 1979 los diputados al Parlamento Europeo son elegidos por sufragio universal, directo, proporcional y secreto en votaciones populares celebradas cada cinco años en todos los Estados de la Unión. En estas elecciones europeas son electores y elegibles todos los ciudadanos de la Unión desde que cumplen la edad legal para votar en sus respectivos países de origen o de residencia, y en cualquier caso a partir de los 18 años. Debe recordarse que son ciudadanos europeos todos los nacionales de los Estados miembros de la Unión, y que esta ciudadanía complementa y no sustituye a la de los Estados.
Hasta ahora, el sistema electoral de cada Estado miembro es definido por cada gobierno nacional; sin embargo, antes de las elecciones de 2004, estos tuvieron que aplicar una directiva que preveía cierta homogeneización. Tienen derecho de voto activo todos los ciudadanos de la Unión Europea a partir de los 18 años. La edad mínima para el derecho de voto pasivo puede variar según el Estado. Cada ciudadano puede elegir votar en el Estado de su residencia o en el Estado de su nacionalidad, pero no en ambos.
Los eurodiputados se eligen en cada Estado miembro por separado. La presentación de candidatos está reservada a los partidos políticos nacionales. Sin embargo, los partidos de diferentes Estados, pero con la misma ideología política, suelen aliarse y formar partidos políticos a escala europea, los núcleos de los grupos parlamentarios en el Parlamento Europeo.

## Déficit democrático
El concepto de déficit democrático en la Unión Europea se basa en la idea de que las instituciones y los organismos de la Unión sufren una falta de responsabilidad política y de legitimidad democrática frente a los ciudadanos europeos porque éstos, en teoría, no tienen posibilidades de ejercer influencia en las actividades y decisiones de las instituciones comunitarias.
El término fue utilizado en los inicios de la fundación de la UE para criticar la transferencia de los poderes legislativos de los gobiernos nacionales al Consejo de Ministros de la UE (actual Consejo). Esto condujo a la creación de un Parlamento formado por diputados elegidos directamente por los ciudadanos, y que ostenta el poder de aprobar o rechazar la legislación que la Comisión propone a dicha institución parlamentaria (junto al Consejo). Desde entonces, el uso del término se ha ampliado para describir los problemas nuevos que enfrenta la Unión Europea.
La cuestión de la legitimidad democrática fue importante durante todas las fases de la integración europea y de suscripción de los tratados de Maastricht, Ámsterdam, Niza y Lisboa, que procuraban realizar ajustes precisamente en torno a esta cuestión. Su respuesta fue la consolidación de poderes del Parlamento, un control más eficaz sobre la Comisión mediante el procedimiento de designación del presidente de la misma,  y la aplicación del procedimiento legislativo ordinario. Además, la participación de los ciudadanos fue ampliada por el derecho de Iniciativa Ciudadana Europea y el de presentar denuncias (por parte de particulares, empresas o entidades) ante el Parlamento Europeo, respondiendo este en la formación de comisiones parlamentarias para investigar dichas denuncias. Todos estos desarrollos contribuyeron a mejorar la legitimidad democrática del sistema institucional; sin embargo, en la opinión de muchos académicos, las mejoras introducidas no son suficientes.

## Dinámicas internas

### Refundación de la Unión Europea
El Consejo Europeo abordará las reformas internas en sus próximas reuniones con vistas a adoptar, a más tardar en el verano de 2024, unas conclusiones sobre una hoja de ruta de los futuros trabajos.
Comunicado de prensa de diciembre de 2023.

La refundación de la Unión Europea es el proyecto que busca la reforma institucional y constitucional para adaptar a dicha organización a los futuros cambios globales y avanzar en la integración europea. Fue iniciado en 2017 y ha sido impulsado principalmente por la Comisión Europea y el denominado eje franco-alemán. Aunque el término «refundación» ha sido utilizado especialmente por el presidente de Francia, Emmanuel Macron y su gobierno, diferentes actores políticos se han referido a la situación empleando términos variados para reflejar la voluntad de aumentar la capacidad geopolítica, la autonomía estratégica o la soberanía de la Unión. Por ejemplo, durante la presidencia francesa del Consejo de la UE en 2022, el propio Macron utilizó como eslogan las palabras «relanzamiento, poder, pertenencia».
En medio de la tensión diplomática entre Rusia y la UE y la intensificación de la rivalidad entre China y Estados Unidos, la UE comenzó a debatir la noción de autonomía estratégica, que exige a la organización defender su soberanía y promover sus intereses de manera independiente. Dicha autonomía suele vincularse a la defensa, pero podría ir más allá, teniendo en cuenta que a nivel internacional las capacidades económicas y tecnológicas han ganado relevancia. Sin embargo, varios líderes europeos aspiran a dotar a la UE de las capacidades militares que consideran necesarias para garantizar su defensa en pos de conseguir la autonomía estratégica.
Entre tanto, en Estados Unidos, los gobiernos de Donald Trump y Joe Biden asumieron una postura de relativa ruptura respecto a la UE, lo que ha generado una «pérdida de confianza» en la relación bilateral dentro de la clase política y la opinión pública en la UE. Paralelamente las nuevas relaciones eurobritánicas, tras la salida del Reino Unido de la UE en 2020, se han desarrollado en medio de un reforzamiento de la angloesfera que ha chocado con algunos intereses de la UE.
Sin embargo, han sido dos los principales catalizadores que desde 2020 impulsan una serie de cambios de considerable magnitud en el bloque comunitario: la crisis de la pandemia de COVID-19 y la situación de la Unión tras la invasión rusa de Ucrania. Entre otros aspectos, ambas crisis pusieron en evidencia la dependencia exterior de la Unión para abastecerse de productos y materias primas de carácter estratégico. Ello, unido al creciente proteccionismo de competidores clave como China y Estados Unidos —en particular las leyes de este último aprobadas en 2022—, potenció la adopción de medidas comunitarias que buscan la reindustralización interior de la UE.
No obstante, desde que asumió sus funciones en 2017, el presidente Macron ya había abanderado propuestas en respaldo de su consigna de «refundar Europa». Pese a ello, en los primeros años de su gobierno, Macron no había obtenido el respaldo del gobierno de la canciller alemana Angela Merkel a sus iniciativas más ambiciosas dentro de la UE. Pero la situación cambió el 18 de mayo de 2020, cuando —en el marco de la crisis de la pandemia— ambos gobernantes presentaron un plan para la UE armonizado con varias acciones institucionales iniciadas en marzo de ese año, que fueron seguidas por una ola de anuncios sin precedentes. Esta dinámica ha despertado expectativas sobre Olaf Scholz —quien reemplazó a Merkel como canciller en diciembre de 2021— y su política europea enfocada en la evolución hacia el establecimiento de un «Estado federal».

### Flexibilización en la toma de decisiones
Para ganar competencia y eficacia en la toma de decisiones y la acción posterior, las instituciones de la UE y el eje franco-alemán han subrayado tras el Brexit el interés de contar con una mayor flexibilidad del proceso decisorio, mediante una reinterpretación del art.º 44 del Tratado de la UE, las cláusulas pasarelas y la utilización de la abstención constructiva, lo que permitiría que un grupo de Estados pudiera actuar dentro del marco de la Unión. Adicionalmente, para incentivar la participación de los gobiernos en materia de Política exterior y de seguridad común, la UE busca ampliar la financiación de los costes comunes.

### Federalismo europeo
El federalismo europeo es un movimiento político y social que aboga por una estrecha coordinación entre los países europeos compartiendo sus soberanías nacionales y persiguiendo la creación de un Estado paneuropeo de modelo federal. Va ligado con el nacionalismo europeo y el paneuropeísmo. El federalismo europeo, en su forma moderna, empezó a gestarse a finales del siglo XIX, tomando fuerza hasta los años 1920, y después tuvo un período de decadencia (Gran Depresión y Segunda Guerra Mundial).
En septiembre de 1929, el presidente de Francia, Aristide Briand hizo un discurso en el que afirmaba que Europa había de avanzar hacia un modelo federal. En 1941, mientras se encontraban presos en la isla de de Ventotene por su oposición al régimen de Benito Mussolini, los políticos Altiero Spinelli y Ernesto Rossi, junto con el filósofo Eugenio Colorni, redactaron el Manifiesto de Ventotene «por una Europa libre y unida», que sentaría las bases para la fundación en 1946 de la Unión de Federalistas Europeos.

## Grupos de presión
Es ya lugar común señalar como una de las más evidentes muestras del incremento notorio de poder que ha experimentado la Unión Europea en las últimas dos décadas el paralelo florecimiento de una nutrida red de intereses económicos y políticos diversos que se organizan y agrupan sistemática y estructuradamente en torno a las instituciones comunes de Bruselas, con el fin de promover las dinámicas comunitarias que les sean favorables y sofocar, en lo posible, aquellas otras iniciativas que les sean contrarias o inconvenientes. Estas estructuras de presión o de poder estables, conocidas por su denominación inglesa "lobbies", funcionan por lo general por medio de personal especializado que, respaldado por una sólida y discreta red de contactos personales y profesionales, se infiltra en las distintas fases y entre los distintos agentes del proceso decisorio con el objetivo de hacer saber y, si es posible, prevalecer los intereses de sus representados. Éstos, a su vez, suelen ser empresas o industrias agrupadas (sectorial o verticalmente), asociaciones civiles, fundaciones, colectivos sociales interesados en determinadas políticas, organizaciones, etc. Cuando el funcionamiento o la impulsión principal de estos grupos se aleja progresivamente del interés meramente patrimonial y se interna en el ámbito más puramente ideológico, académico o incluso religioso (partidos políticos, universidades, confesiones, etc.), suele considerarse que se trata más de instituciones que actúan como think tanks que como auténticos lobbistas. También los Estados (miembros o extranjeros) emplean no pocas veces técnicas de lobbing en sus relaciones con las instituciones europeas en defensa de sus intereses, o utilizan en ocasiones los servicios de los lobbistas profesionales.
Si bien este es un fenómeno consustancial al poder y se ha dado, de una forma u otra, desde la fundación misma de las Comunidades Europeas, su evolución al alza (en número y en importancia de las siglas o de los grupos representados) y el desplazamiento (o mayor espectro) de su foco de interés dicen mucho acerca de los mecanismos de poder en Bruselas y de las estructuras en que este verdaderamente reside, en última instancia. Así, si en un principio eran el Consejo y sus ministros participantes, y la propia Comisión Europea los casi únicos centros de atención a la hora de ejercer presiones o aplicar contactos provechosos, se da que hoy en día es el Parlamento Europeo la institución que más lobbistas alberga. Esto se debe, sin duda, al poderoso aumento de sus facultades legislativas, pero también a la mayor permeabilidad de sus miembros y al menor control que sobre ellos se ejerce, como representantes directos y elegidos democráticamente. Sin embargo, su elevado número (750 diputados con Lisboa) sigue disuadiendo a no pocos y devuelve la pelota al tejado de la Comisión, en la fase preparatoria de las decisiones (las cocinas del poder) o, ya en fase decisoria propiamente dicha, al Consejo, donde los representantes nacionales siempre parecen mejor dispuestos a regatear con las instituciones europeas, pero donde a su vez se reduce significativamente la posibilidad de realizar enmiendas que no cuenten con varios y poderosos apoyos.

## Críticas y propuestas al sistema
A pesar de su variable origen y su fundamentación diversa, las críticas y reservas acerca del proceso legislativo en la Unión pueden clasificarse en función de tres proveniencias, que se refieren a continuación.
- Existe una línea argumental que, apoyándose sobre la necesaria orientación democrática que debe guiar la construcción de una Europa cada vez más política y detentadora de numerosos poderes soberanos, tradicionalmente atribuidos al Estado, busca desarrollar paralelamente un espacio público europeo que fundamente una auténtica democracia supranacional. De acuerdo con estos criterios, generalmente provenientes de círculos europeístas o próximos al federalismo europeo, el PLo debe extenderse progresivamente a todos los ámbitos de decisión en el ámbito de la Unión Europea, evitando así que determinados bloques materiales de decisión política escapen al control democrático del Parlamento Europeo, única institución comunitaria directamente electa.
- En sentido contrario puede detectarse un conjunto de argumentos sustentados, fundamentalmente, sobre un razonamiento político que responde a una natural tendencia o inclinación ideológica agrupable bajo el genérico término de "euroescepticismo". Las críticas vertidas desde esta posición hacen por lo general hincapié en la supranacionalidad casi federal de un procedimiento que convoca a una participación concurrente a dos instituciones de doble legitimidad, el Parlamento Europeo y el Consejo, en pie de igualdad, en una línea de parlamentarismo bicameral que se aleja progresivamente del concepto clásico de la organización internacional en que todavía se encuadra la Unión Europea. En este sentido, todo paralelismo con la estructura clásica estatal debe ser contenida, en lo posible, dado que necesariamente perjudica la soberanía nacional de los países de Europa.
- Más próximos a esta última corriente, pero fundados sobre un blindaje argumental más técnico y, frecuentemente, económico o empresarial, surgen no pocas voces que señalan la lentitud del proceso y el coste burocrático que genera una estructura política tan compleja. Abogan, generalmente, por una mayor agilidad decisoria, concepto que, siendo difícilmente compatible con la democracia directa de un parlamento, apunta posiblemente al Consejo como instancia general. Paralelamente se sugiere una mayor concentración de la atención política europea sobre cuestiones más cotidianas y "reales", devolviendo algunos ámbitos competenciales donde se aprecien menos "sinergias" a nivel europeo, a los Estados nacionales.